# Erquery
Erquery település Franciaországban, Oise megyében. Lakosainak száma 592 fő (2022. január 1.). Erquery Lamécourt, Airion, Breuil-le-Sec, Fitz-James és Saint-Aubin-sous-Erquery községekkel határos.

## Népesség
A település népességének változása:
| Lakosok száma | 606  | 629  | 632  | 607  | 596  | 594  | 595  | 595  | 592  |
|               | 2013 | 2015 | 2016 | 2017 | 2018 | 2019 | 2020 | 2021 | 2022 |